# Abbaye d'Aubazine
L'abbaye d'Aubazine ou d'Obazine est une ancienne abbaye double cistercienne située en Corrèze (diocèse de Tulle), sur la commune d'Aubazine.
Cette abbaye fait l'objet d'un classement au titre des monuments historiques depuis le 13 octobre 1988 pour les bâtiments conventuels et depuis 1840 pour l'abbatiale.

## Historique
L'histoire des débuts de l'abbaye est connue grâce à deux textes du XIIe siècle :
- La Vita sancti Stephani Obasiniensis, élaborée par un moine de l'abbaye entre la mort d'Étienne de Vielzot en 1159 jusqu'en 1190.
- Le Cartulaire de l'abbaye cistercienne d'Obazine donnant l'évolution du patrimoine de l'abbaye entre 1130-1140 et jusque vers 1200.

### Fondation
Vers 1125, deux prêtres, Étienne de Vielzot (saint Étienne d'Obazine), et Pierre, viennent de la haute Corrèze pour installer un ermitage à la Manse de Corbières près du village de Vergonzac. Rapidement, les disciples abondent et l'érémitisme fait place peu à peu au cénobitisme, la communauté se transfère alors à Aubazine.
L'évêque de Limoges, Eustache (Eustorge ?), reconnaît la communauté en 1127 et permet la construction d'un monastère sur des terres octroyées par le vicomte Archambault. Un canal d'irrigation, connu sous le canal des moines, est construit afin d'amener l'eau nécessaire à leur monastère, à la vie et à l'hygiène, au fonctionnement des moulins et des ateliers et à l'irrigation des potagers et prairies.
La communauté continuant à croître, le problème de son organisation se pose. La règle la plus proche des objectifs initiaux serait celle des Chartreux. Étienne rencontre en 1135 l'abbé Guigues de la Grande-Chartreuse, mais les effectifs de la communauté sont trop importants pour lui appliquer cette règle. Guigues lui conseille de se rapprocher de l'Ordre cistercien.
Étienne va en fait fonder un monastère double : un monastère d'hommes dont les bâtiments sont situés sur le versant sud de la colline, et un monastère de femmes, au fond du vallon du Coyroux. En 1142, Étienne reçoit l'habit religieux cistercien devant Gérald, évêque de Limoges. Le même jour, Gérald érige Obazine en abbaye — dont Étienne devient l'abbé — et préside à l'installation des religieuses au Coyroux. Les deux monastères sont placés sous l'autorité canonique de l'abbé d'Obazine. Étienne demande à l'abbaye cistercienne de Dalon de leur envoyer des moines pour leur communiquer le mode de vie cistercien.
Il obtient l'affiliation de l'abbaye à l'ordre de Cîteaux en 1147, après avoir soutenu la création d'un monastère de femmes au Coyroux. Étienne donne l'assurance au Chapitre Général de Cîteaux de soumission du monastère de religieuses et la visite des abbés de Cîteaux, de La Cour-Dieu et de Bellaigue. Le nombre de moines ne cessant pas de croître, l'abbaye fait plusieurs fondations.
La première pierre de l'église abbatiale a été posée et bénie « le vendredi d'avant les Rameaux 1156 » à proximité de l'ancien monastère en présence de l'évêque de Limoges Gérald du Cher.
Étienne meurt dans l'abbaye de Bonnaigue, l'une de ses abbayes-filles en 1159.

De 1159 à 1190, un moine de l'abbaye d'Obazine rédige la vie d'Étienne.
En 1176, l'église abbatiale est consacrée par Guarin de Gallardon, archevêque de Bourges.
Une inscription dans une chapelle donnait une date de consécration de l'autel en 1176. Une autre, refaite au XIXe siècle, précisait que la dédicace de l'autel avait été faite par Guarin de Gallardon, archevêque de Bourges et Gérald, évêque de Limoges.
Vers 1280, les restes d'Étienne d'Obazine sont transférés de l'abbaye de Bonnaigue, au croisillon Sud de l'église abbatiale d'Aubazine et son tombeau est érigé.
Parmi les plus célèbres abbés d'Obazine, on peut citer les premiers qui ont favorisé l'essor de l'abbaye et sa notoriété :
- Étienne de Vielzot fondateur d'Obazine (fin XIe-1159)
- Géraud Ier (fait rédiger la vie d'Étienne, mort en 1164)
- Robert (très actif pour développer Obazine, il fit continuer la vie du fondateur et a, semble-t-il, renoncé à la charge d'abbé vers 1188)
- Géraud II de Gourdon, (mentionné par l'auteur de la vie de saint Étienne, encore en fonction en 1204)

### Développement

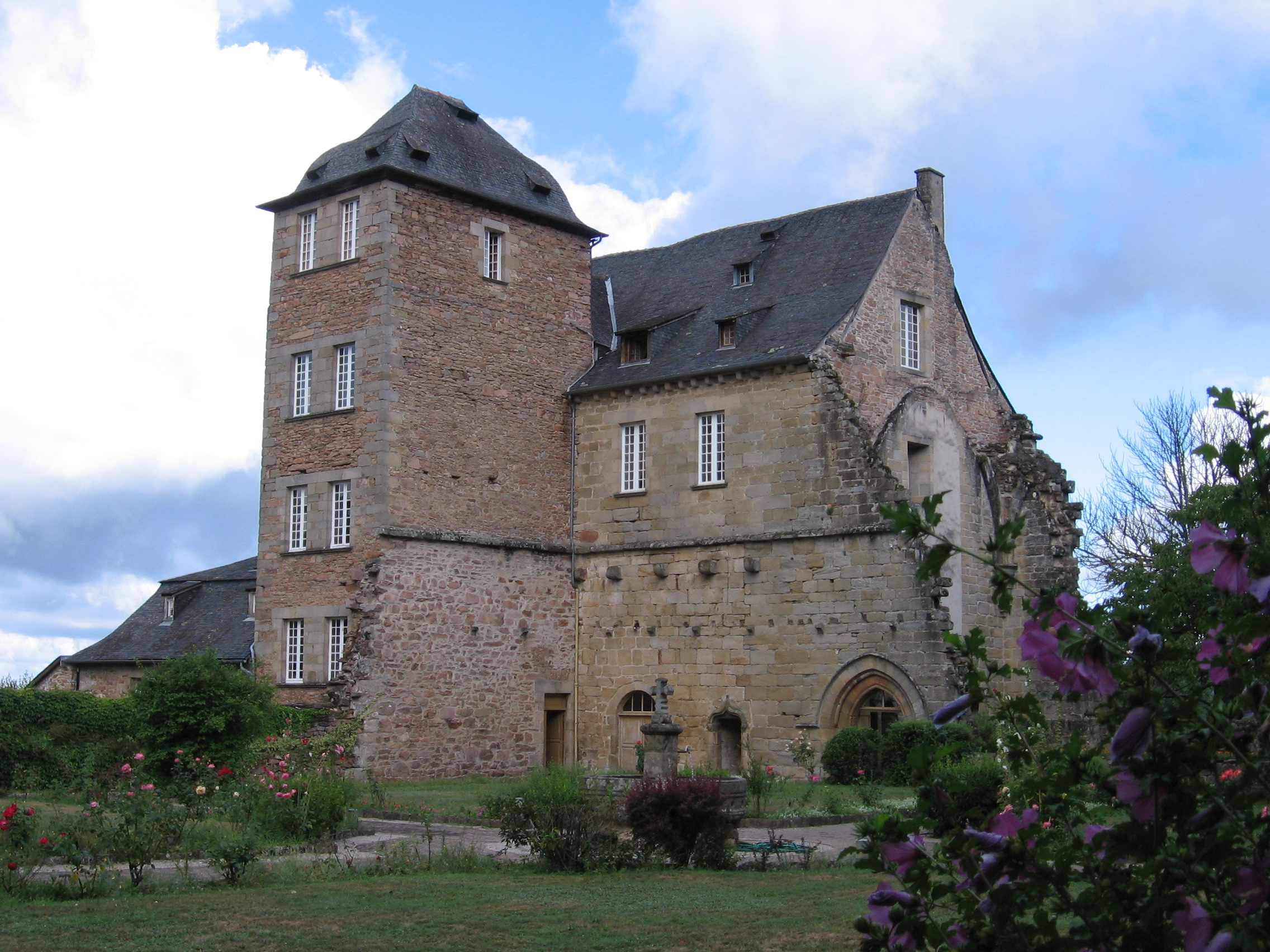
Logis abbatial.

Au XVIIe siècle, l'abbaye compte près de 300 religieux. Des moines bâtisseurs venus de Bourgogne agrandissent le dortoir qui est aujourd'hui le plus vaste bâtiment de l'abbaye. Pour assurer le quotidien de l'abbaye, les cisterciens d'Obazine fondèrent des granges en Limousin et en Quercy. Ces domaines agricoles étaient plus ou moins spécialisés selon leur site d'implantation.
 Autour de la cité de pèlerinage de Rocamadour, leurs granges fournissaient la ville sainte ou expédiaient leurs productions vers leur cellier de Martel, qui les vendait là ou qui les faisait acheminer vers Obazine. 
Ce fut une véritable entreprise d'encerclement opérée par Obazine avec des implantations aux Alix, à Calès, à Bonnecoste, à Couzou, à Carlucet, près de Séniergues, puis à La Pannonie.
En 1667, l'abbaye devient un noviciat central des abbayes cisterciennes de la commune Observance pour les provinces de Bordeaux et de Poitiers.
A la fin du XVIIe siècle- début du XVIIIe siècle d'importantes restaurations et reconstructions ont lieu en particulier l'église, les stalles et les bâtiments monastiques.
Parmi les plus célèbres abbés commendataires d'Obazine, on peut citer François d'Escoubleau de Sourdis, archevêque de Bordeaux (décédé en 1628), et Charles Antoine de La Roche-Aymon, cardinal-archevêque de Reims (1697-1777) à partir de 1729.
En 1731, pour réduire les frais d'entretien, l'abbé commendataire Guillaume Mathurin de Sers fait démolir six travées de la nef, soit 36 mètres sur les 92 ce qui la réduit de presque de moitié.

### De la Révolution française à nos jours
En 1789, durant la Révolution française, l'abbaye est supprimée car elle devient bien national à la suite du décret du 2 novembre 1789 de l'Assemblée constituante qui met les biens de l’Église à la disposition de la Nation.
Le village d'Aubazine, qui possédait son église, serait devenue une commune à la Révolution en 1790, par démembrement de la paroisse de Cornil mais elle ne dispose pas d'un état civil avant le 1er mars 1792,. L'église abbatiale devient église paroissiale.
Le nom d'Obazine est orthographié progressivement en Aubazine vers la fin du XVIIIe siècle prenant son orthographe définitive à partir de 1820… ce qui explique le soin de la célèbre historienne de l'abbaye, Bernadette Barrière, d'utiliser la première orthographe.
En 1840, l'église ainsi que la partie de l'abbaye datant du XIIe siècle sont classés au titre des monuments historiques.
Vers 1860, un orphelinat de filles, géré par les religieuses du Saint Cœur de Marie s'installe dans l'abbaye. Coco Chanel y passa une partie de sa jeunesse.
Vers la fin du XIXe siècle, des restaurations diverses ont lieu sur les édifices.
En 1885, les restes d'Étienne d'Obazine sont reconnus solennellement et l'évêque de Tulle, Henri-Charles Dominique Dénéchaud, ratifie le culte rendu à saint Étienne d'Obazine.
1976 voit le huitième centenaire de la consécration de l'abbatiale. Cette même année, commence le début des fouilles archéologiques au prieuré du Coyroux par le Centre de recherche historiques et archéologiques médiévales de l'université de Limoges.

## L'église abbatiale

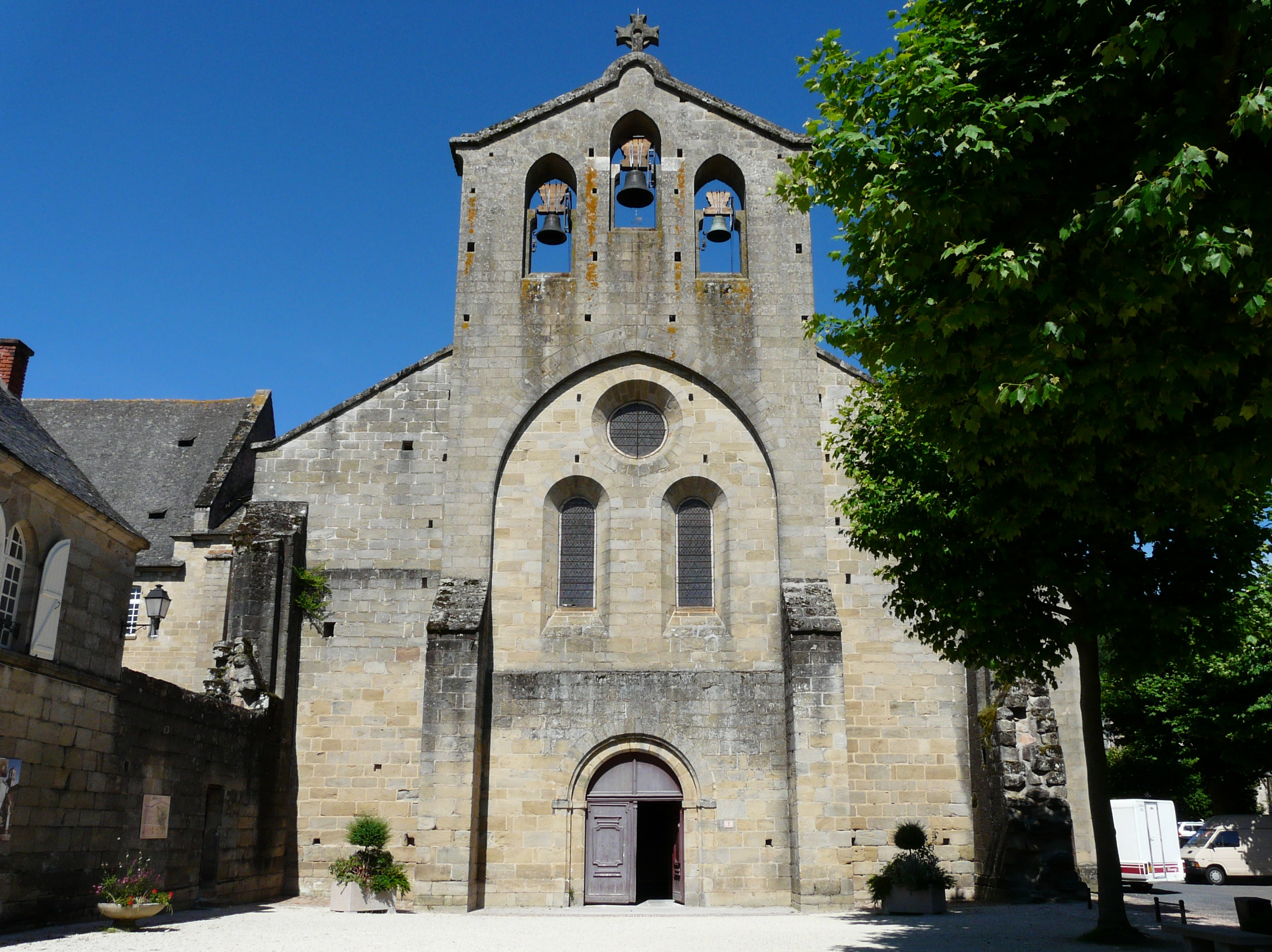
Le clocher-mur limousin comporte un pignon triangulaire percé de 3 baies pour les cloches.

L'église abbatiale d'Aubazine commencée en 1156 est consacrée en 1176, et fut l'une des plus grandes églises du Limousin.
En 1731, les dépenses d'entretien étant trop importantes, les moines ont fait démolir la façade et 6 travées de la nef soit 36 mètres sur les 92.
La façade actuelle est un clocher-mur limousin comportant un pignon triangulaire percé de 3 baies pour les cloches.
La nef, qui comporte 3 travées, est couverte d'une voûte en berceau brisée sur des arcs-doubleaux. Elle est bordée de bas-côtés voûtés d'arêtes, les arcades reposant sur des piliers carrés flanqués de colonnes engagées.
Conformément au plan cistercien, le transept est aussi large que la nef, le chœur qui est peu profond et sans déambulatoire est à chevet polygonal, éclairé par 3 fenêtres à plein cintre.
De chaque côté du chœur il y a 3 chapelles rectangulaires, avec chacune son autel de pierre, qui sont disposées symétriquement sur le côté Ouest.
Dans la muraille de gauche de la nef, les 3 fenêtres contiennent les verres les plus anciens de France.
Sous la Révolution française, Aubazine devient une commune, par démembrement de la paroisse de Cornil, l'église abbatiale devient église paroissiale.

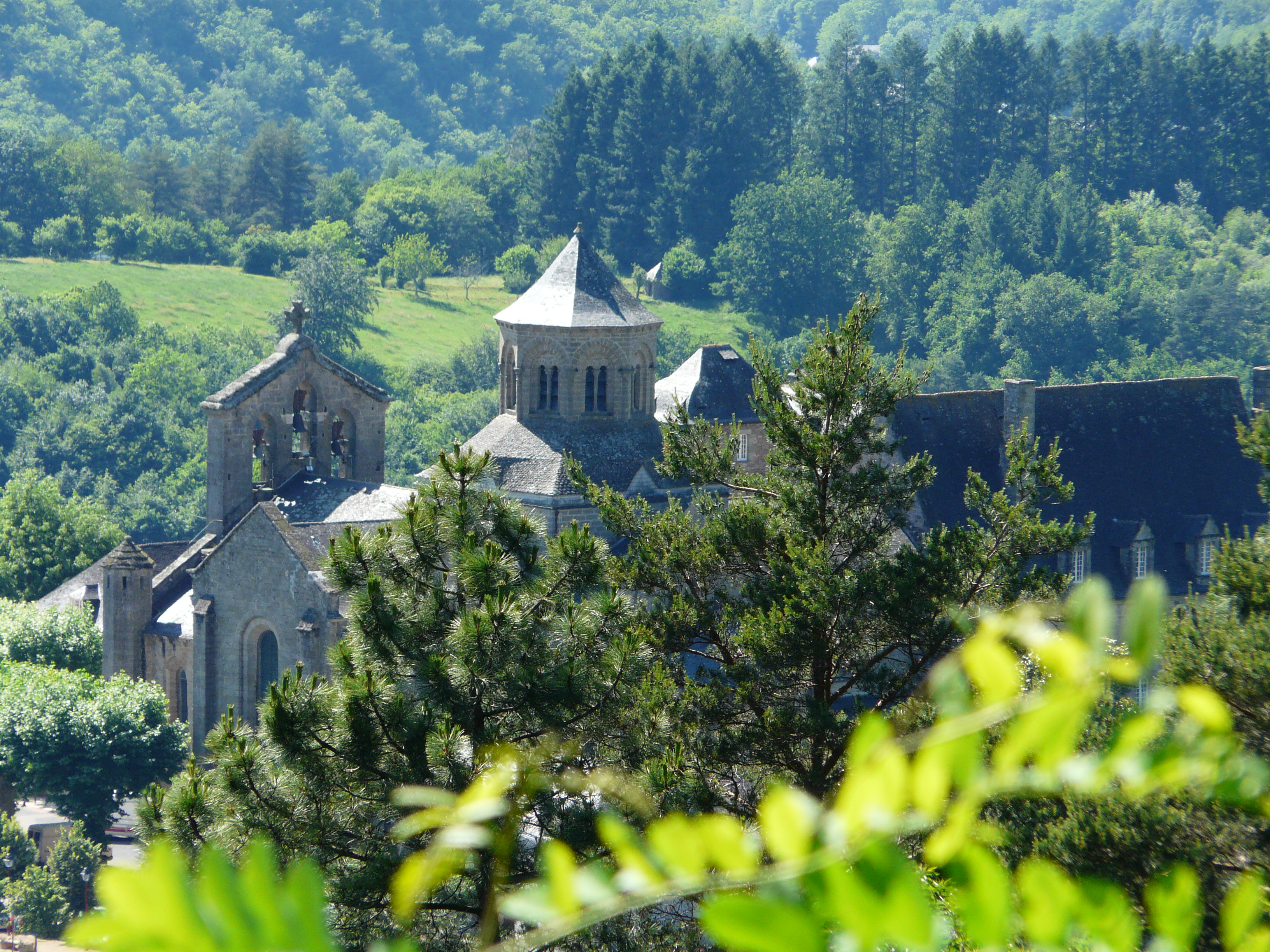
Vue d'ensemble.
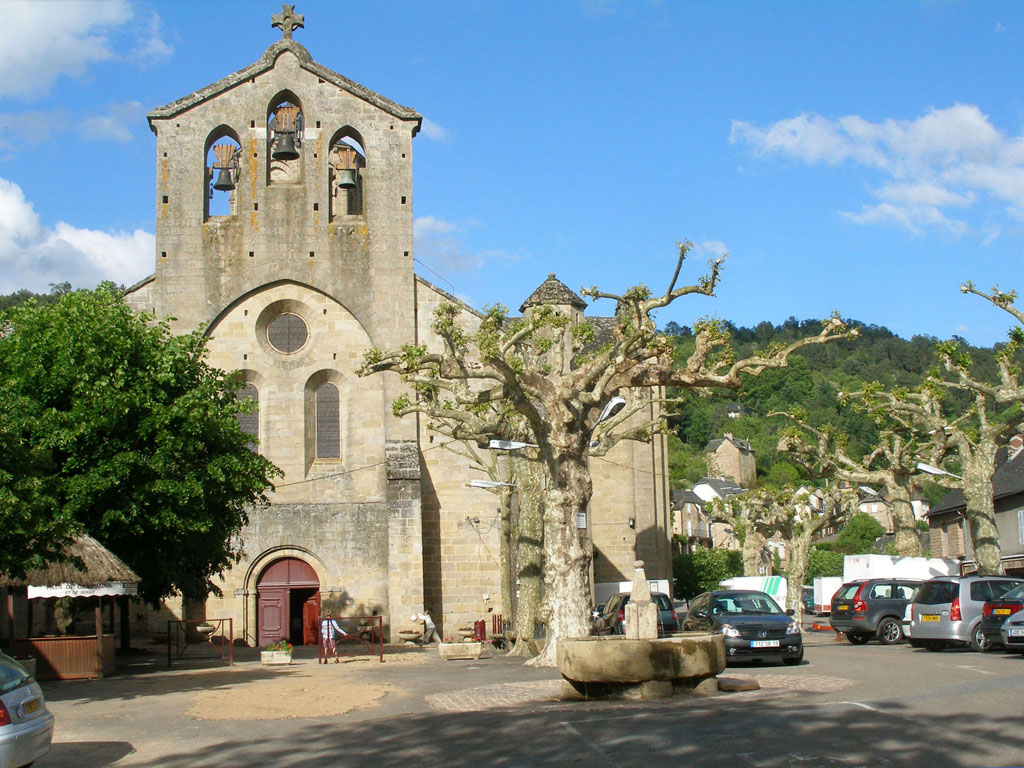
Portail et clocher-mur.
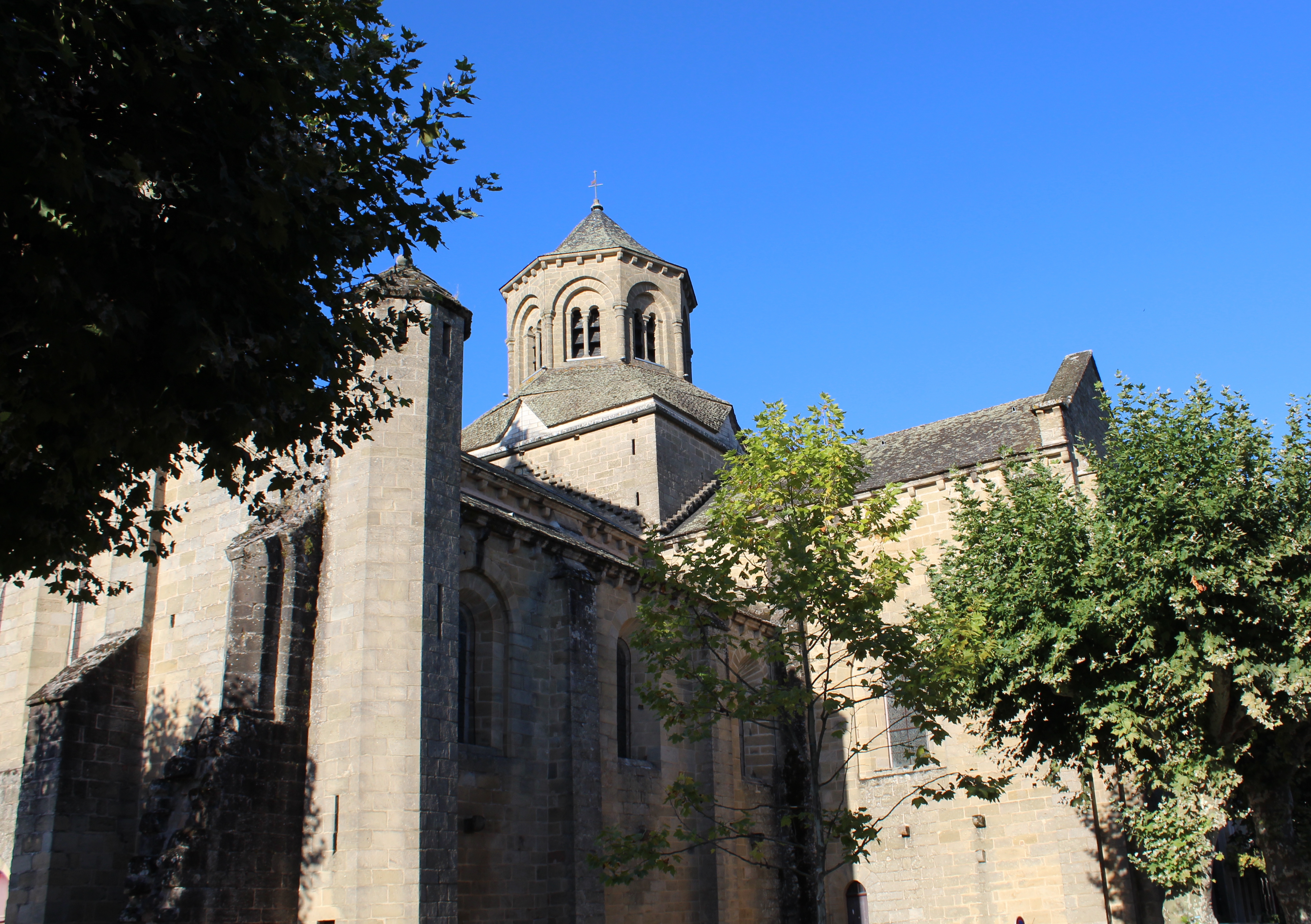
Vue latérale de l'abbatiale.

### Le tombeau de saint Étienne d'Obazine
Le tombeau de saint Étienne d'Obazine, œuvre datant du XIIIe siècle, est placé à l'extrémité du croisillon Sud du transept. C'est une grande châsse en calcaire oolithique ciselé, en forme de sanctuaire qui abrite le gisant du moine fondateur grandeur nature, en habits sacerdotaux. Le monument funéraire a été offert par le roi Louis IX.

Tombeau de saint Étienne d'Obazine
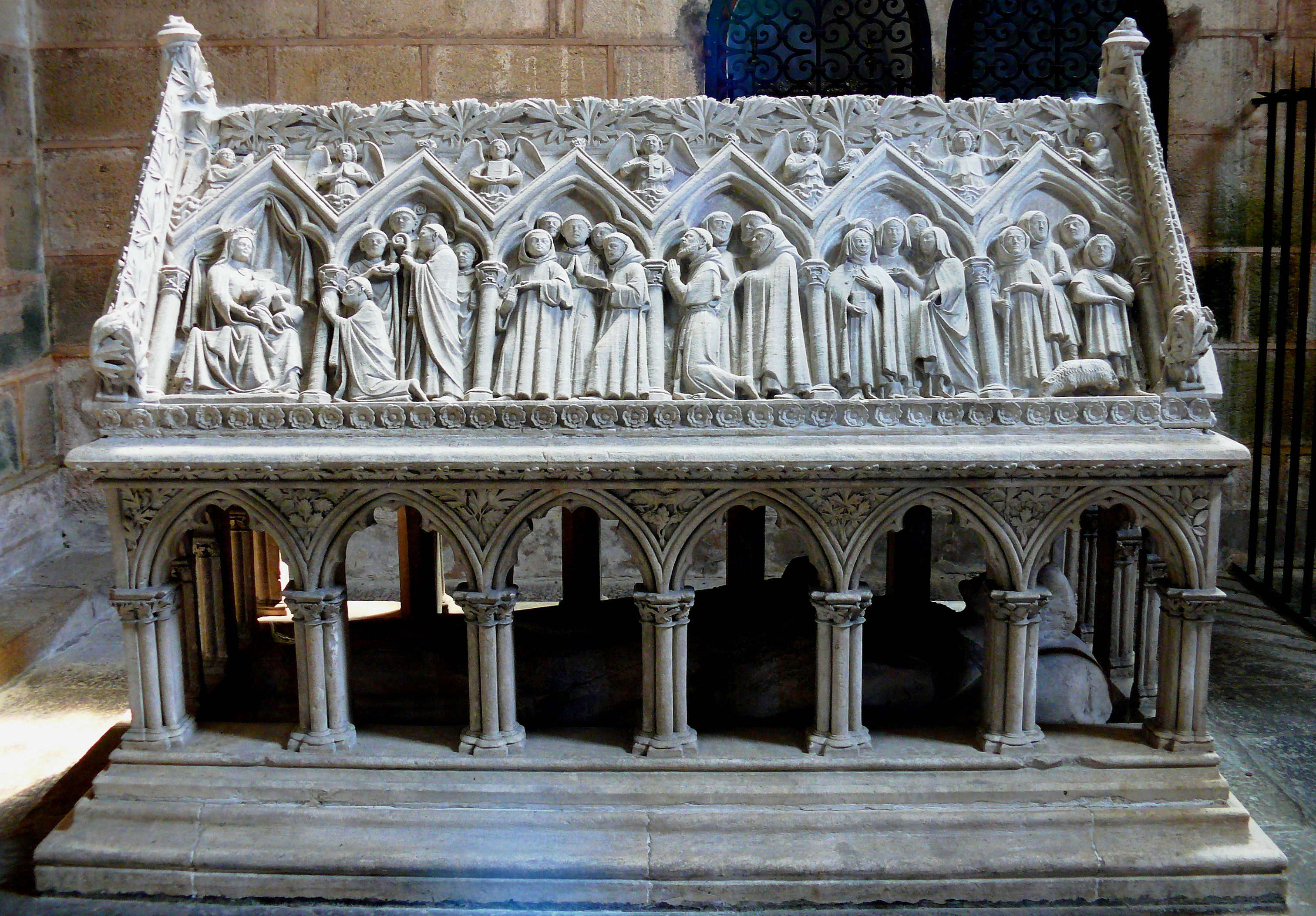
Vue générale.
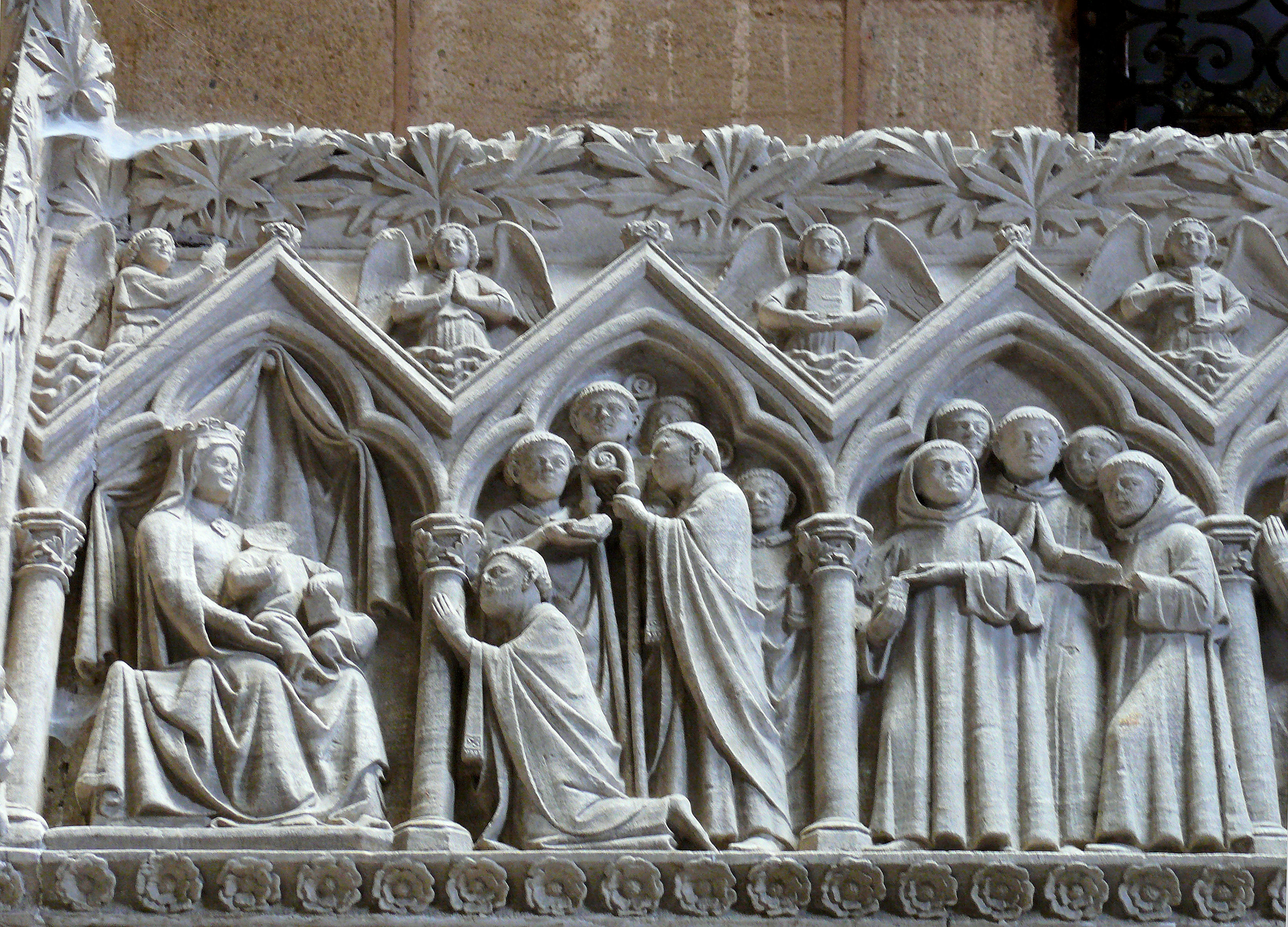
Détail.
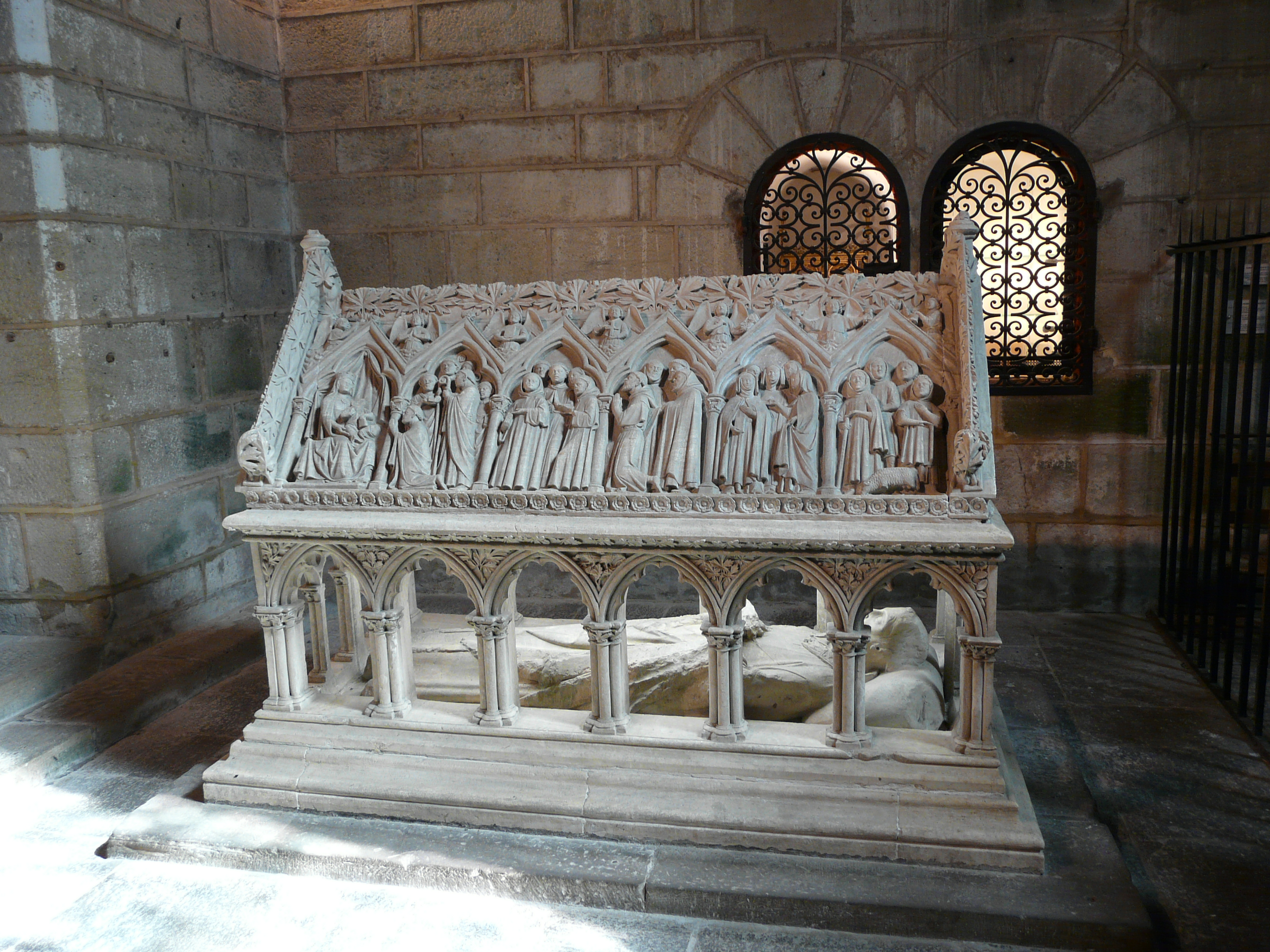
Vue générale.

### Autre patrimoine
Outre le tombeau de saint Étienne, l'église possède (ou possédait) un riche patrimoine :
- une armoire du XIIe siècle, une des plus anciennes de France ; cette armoire a été étudiée par Viollet-le-Duc,
- des vitraux cisterciens célèbres,
- une Vierge de Pitié, peinture murale (1466) restaurée en 1975,  Classé MH (1840)[7],
- des stalles sculptées du XVIIIe siècle,
- un trésor d'orfèvrerie limousine qui a été volé en 1905.

Intérieur de l'abbatiale
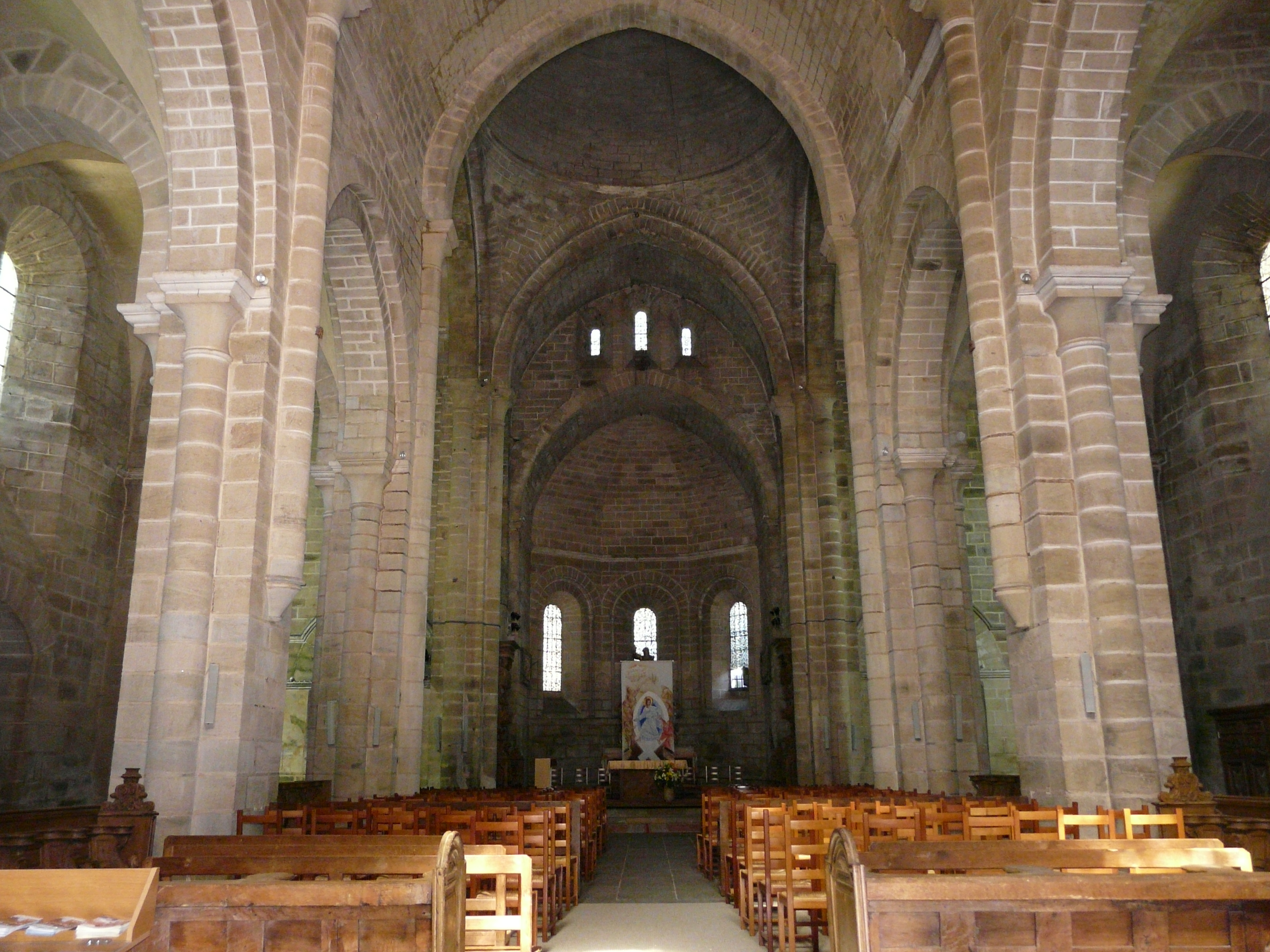
Vue générale.
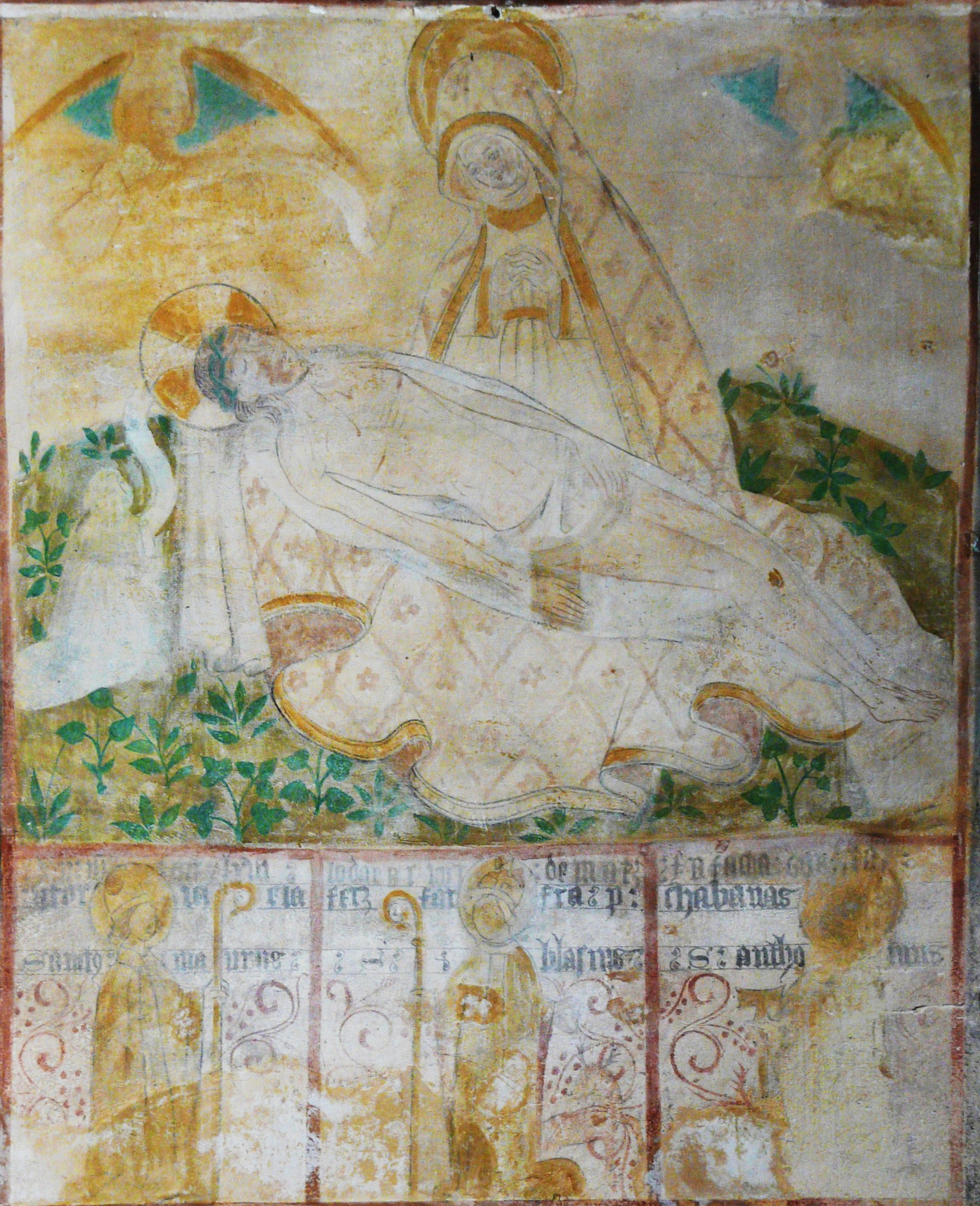
Vierge de Pitié (1466).
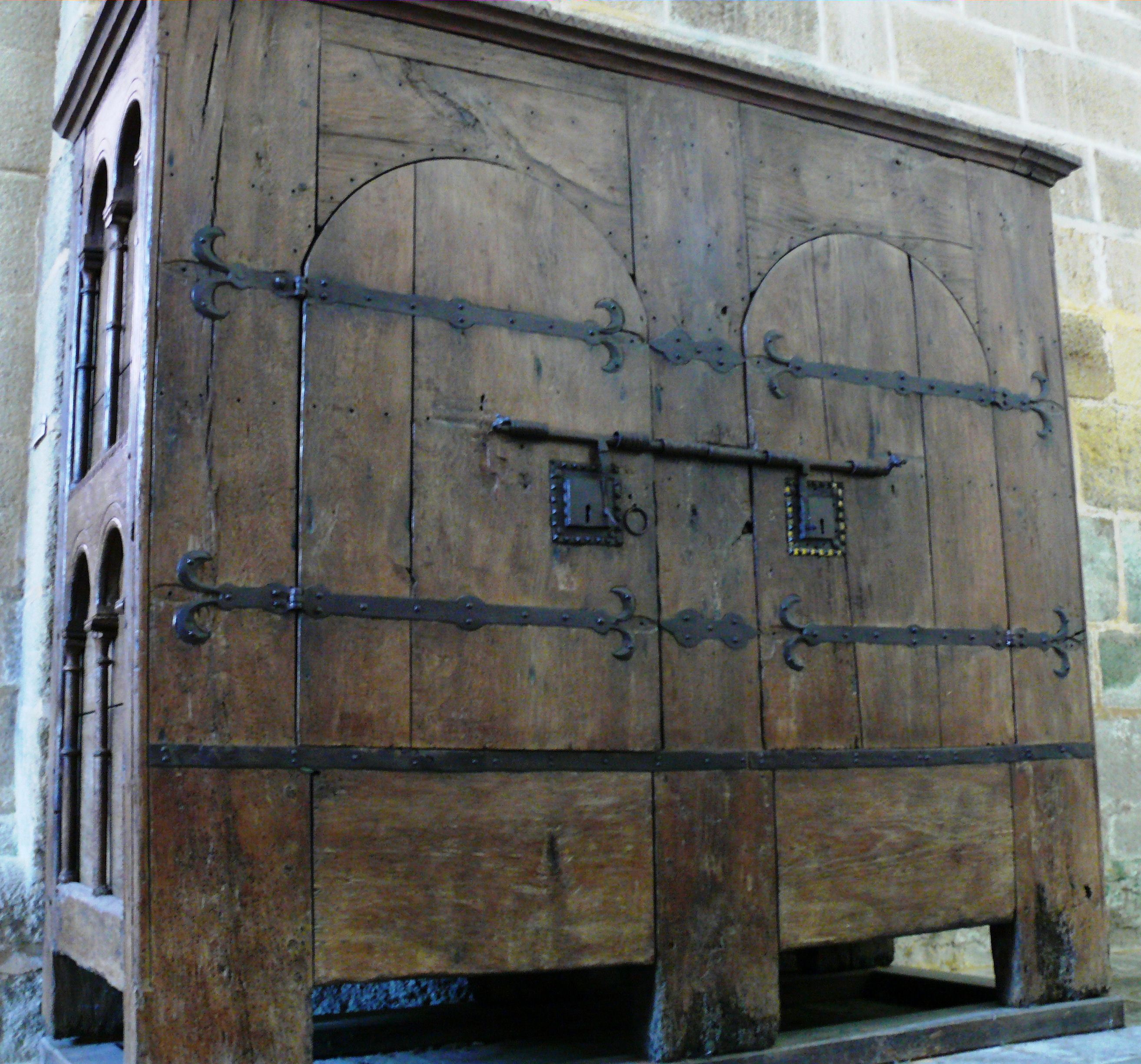
Armoire liturgique du XIIe siècle.
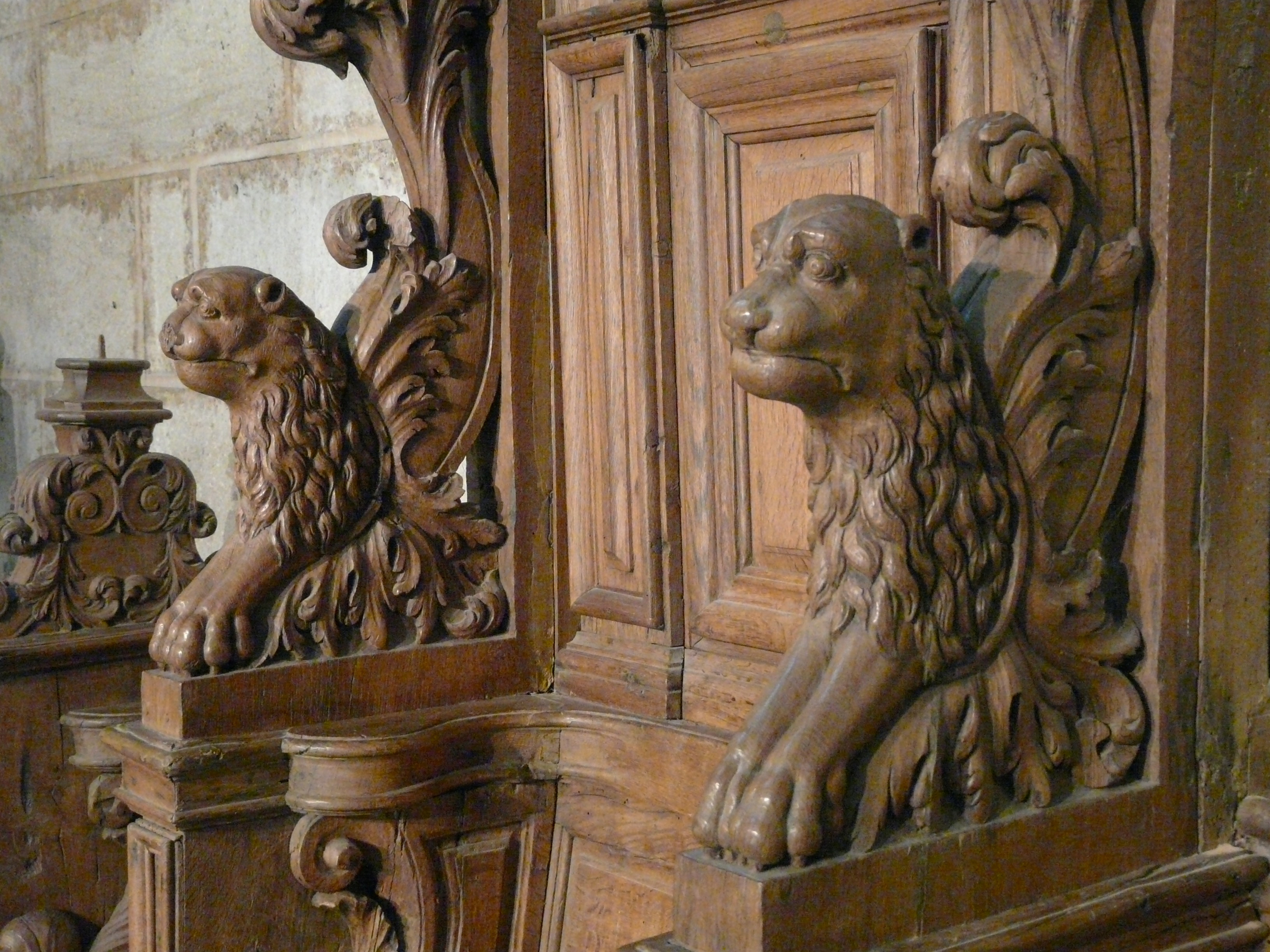
Stalles.

## Filiation et patrimoine
Aubazine est fille de l’abbaye de Dalon et mère de celles de la Valette, Bonnaigue, de la Garde-Dieu, de la Frenade, de Grosbot et de Gourdon.
À partir de 1852, le bâtiment est restauré par Paul Abadie.

## Autour de l'abbaye

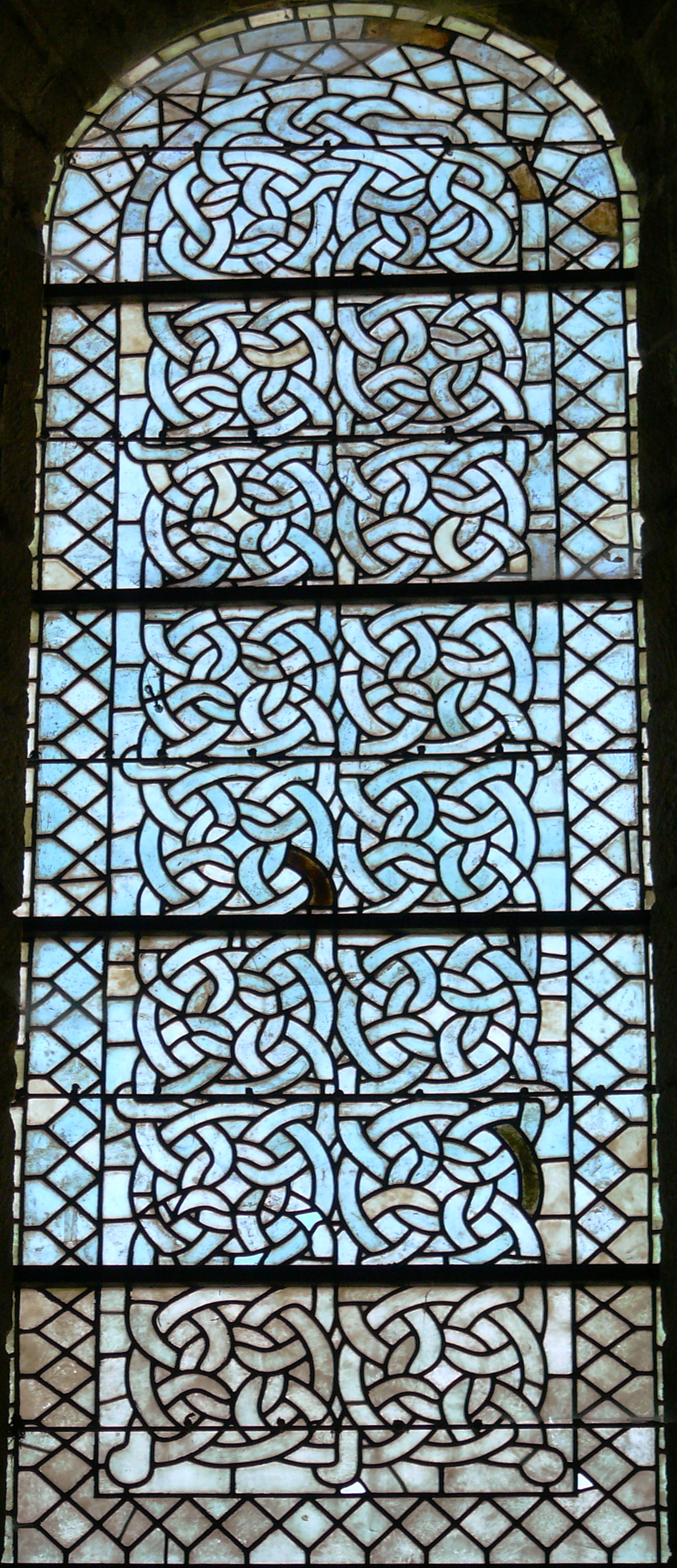
Vitrail cistercien dont les entrelacs auraient inspiré le logo de la maison Chanel.

### Philatélie
Un timbre postal, d'une valeur de 1,25 franc, représentant l'église abbatiale d'Aubazine a été émis le 18 février 1978.

### Hébergement de Coco Chanel
En 1895, Gabrielle Chanel, âgée de douze ans, qui deviendra la célèbre Coco Chanel, est confiée avec ses deux sœurs, à un orphelinat installé au XIXe siècle dans les combles de l'abbaye : elle y mène une vie austère et rigoureuse pendant six années qui marqueront profondément le style révolutionnaire de la future styliste. À l'âge de dix-huit ans, Gabrielle est confiée aux dames chanoinesses de l'Institut Notre-Dame de Moulins, qui lui apprennent le pointilleux métier de couseuse.
Elle s'est par la suite inspirée de ses souvenirs de l'abbaye pour créer des vêtements aux lignes épurées harmonieuses comparables à l'architecture, aux couleurs neutres : noir et blanc comme les uniformes des sœurs et des pensionnaires, beige comme les couleurs des murs. Son futur logo aurait été inspiré par les C entrelacés des vitraux.
L'artiste Martine Lafon a publié un livre à ce sujet, Les signes d'une ligne (Renard Pâle éditions, 2018).

### Télévision et cinéma
- Aubazines et son abbaye sont un des lieux servant de cadre au film Les Pieds dans le tapis du réalisateur franco-iranien Nader Takmil Homayoun en 2015, au téléfilm Meurtres en Corrèze en 2019 et au film Présidents d'Anne Fontaine en 2021.

## Communautés nouvelles auXXesiècle

### Le monastère de la Théophanie
Le monastère de la Théophanie a pour origine la communauté des clarisses d'Azille dans le sud de la France qui était partie fonder une communauté au Maroc en 1933, à Rabat, dans le but de donner leur vie au monde arabe musulman.
Les sœurs, sous l’impulsion de la jeune abbesse mère Véronique (Clotilde Vacheron), apprennent alors l’arabe. Dans les années 1950, les sœurs de Rabat partent pour quelques mois former des postulantes à Nazareth  où un bout de terrain leur est finalement concédé. Elles y fondent ce qui deviendra le monastère grec melkite catholique de l'Annonciation, où elles sont finalement rejointes par d'autres sœurs du Maroc. En 1962, elles entrent définitivement dans l'Église melchite en adoptant le rite byzantin au lieu du rite latin.
En raison du conflit israélo-arabe, les sœurs cherchent un endroit neutre, et s'installent en août 1965 à l’abbaye d’Aubazine qui n’était plus habitée depuis trois ans.
En 1987, la supérieure décide de se retirer des bâtiments et laisse la Communauté du Verbe de Vie occuper leur place en tant que locataire. Les sœurs s'installent dans une ferme attenante où elles aménagent une chapelle dont les murs sont ornés de fresques byzantines peintes par Juan Echenique.
En 1989, la grande majorité de la communauté, menée par la Révérende Mère Christine et le Père Paul Bondu, est entrée dans le patriarcat orthodoxe d'Antioche puis a quitté Aubazine en 1990 pour fonder le monastère du Buisson Ardent à Villardonnel.
Aujourd'hui,  trois moniales seulement sont restées à Aubazine, dirigées par Mère Christophora Fenton et le Père Elisée Marzin.

### Le monastère de la Transfiguration
Le 14 septembre 1966, deux moines de l'abbaye Notre-Dame de Bellefontaine, le frère Placide Deseille et le frère Dominique Pyotte (qui deviendra le père Séraphin), en recherche d'un rapprochement avec la tradition de l'Orient et avec l'orthodoxie adoptent le rite byzantin et fondent le monastère de la Transfiguration à Aubazine sur un terrain mis à leur disposition par les moniales de la Théophanie.
Ils sont rejoints par plusieurs moines. Ils disposent d’un terrain boisé de sept hectares attenant à l'abbaye Saint-Étienne, au flanc d’une colline, et y construisent peu à peu une chapelle en bois, un bâtiment communautaire comprenant la cuisine, le réfectoire, la bibliothèque, un bâtiment destiné aux hôtes de passage, un atelier et des cabanes séparées servant de cellules pour les membres de la communauté. La vie menée est cénobitique, les offices à l’église, les repas et toutes les ressources étant communautaires.
Au bout de 10 ans, en 1976, ils décident de devenir orthodoxes, en se rapprochant du monastère de Simonopetra, au mont Athos. Ils sont alors rebaptisés, réordonnés, ce qui est source d'un certain scandale au sein de l'Église catholique. L'évêque leur demande alors de quitter Aubazine. Une partie des ermitages est alors démontée.
Le père Placide Deseille était archimandrite du monastère orthodoxe Saint-Antoine-le-Grand, le père Séraphin, ermite au fort de l'île de Porquerolles.

### La communauté du Verbe de Vie
Entre 1986 et juillet 2010, la communauté du Verbe de Vie, issue du renouveau charismatique, a résidé à Aubazine, dans l'abbaye historique. Après 25 ans de présence, elle a quitté les lieux en juillet 2010, et les sœurs melkites propriétaires annoncent souhaiter ouvrir davantage l'abbaye aux visiteurs et chercher une nouvelle communauté.

## Activités

### Activités religieuses et artistiques
L'abbaye et les sœurs melkites proposent un programme d'activités culturelles et religieuses (stages d'iconographie, d'enluminure, de musique baroque, des conférences, des retraites, des concerts…).

### SpectacleLumières cisterciennes
L'histoire d'Étienne est connue par le récit d'un moine anonyme mais contemporain d'Étienne. Peu après la mort du saint fondateur, le 8 mars 1159, à l'invitation de ses supérieurs et des pères, ce moine rédige d'une plume caustique la vie, l'œuvre, la fondation des deux monastères, celui des hommes mais aussi celui des femmes de Coyroux, et la mort d'Étienne d'Obazine. Ce récit sert de trame à la narration du spectacle Lumières cisterciennes, créé par Thierry Chenavaud en 2007, sur une idée de Geneviève Cantié. Il a été présenté chaque été de 2007 à 2012, durant trois soirs, le 3e week-end de juillet.